# Bruno Lazaro
Bruno Lázaro Pacheco (n. Madrid; 1957), conocido artísticamente como Bruno Lazaro, es un director, guionista y productor de cine canadiense-español, hijo del poeta y escritor Jesús López Pacheco quien tras ser perseguido por la censura franquista se instaló en Canadá como profesor universitario.

## Biografía
Bruno Lazaro estudió en la Universidad Simon Fraser en Vancouver donde dirigió sus primeros cortos de ficción, cine experimental y documentales. Premiado en festivales internacionales (Toronto, Montreal, Chicago) su corto Hate to Love (1982) fue invitado a la Quinzaine des Réalisateurs de Cannes.
Realizó su primer largometraje de ficción The Traveller (1989), en Vancouver estableciéndose como guionista, productor y uno de los directores de la nueva generación del cine canadiense en los 90 incluido en la publicación de la Filmoteca de Quebec “Renaissance du cinéma d’auteur canadien-anglais.” The Traveller se presentó en los festivales de Toronto, Montreal, Valladolid y en la retrospectiva del cine canadiense en el Centro Georges Pompidou en París.
Bruno Lazaro fue miembro fundador de Cineworks, una sociedad cooperativa independiente de producción cinematográfica de Vancouver con la que elaboró sus primeras obras.
Trasladado a Toronto en los noventa, fundó la productora de cine independiente October Films y realizó su segundo largometraje, un controvertido filme de culto de ciencia ficción, City of Dark en 1998. Esta película se estrenó en el festival de Toronto, participó en festivales internacionales (Vancouver, Barcelona, Nueva York) y fue galardonada en el festival internacional de Figueira da Foz, Portugal por su "lenguaje cinematográfico innovador."
En 2004 Bruno Lazaro realizó su primera coproducción canadiense-española It's For You! / ¡Es para ti! rodada en Toronto y Barcelona. Este largometraje se estrenó en el festival de Málaga y se presentó en festivales internacionales incluyendo San Sebastián, Barcelona L’Alternativa, São Paulo, Montevideo y Las Palmas. It's For You! / ¡Es para ti! obtuvo el premio a mejor película los festivales La Bienal de cine español en Annecy, y en el Festival international du cinéma nouvelle generation en Lyon, Francia.
Bruno Lazaro creó el Festival de Cine Canadiense en Madrid para promover el cine independiente canadiense en España. Ha sido comisario y miembro del jurado internacional en festivales de cine como el Festival de cine experimental de Madrid, L’Alternativa de Barcelona, varias retrospectivas para el Museo Reina Sofía y el Festival Internacional de Cine Las Palmas de Gran Canaria (2011). Actualmente está desarrollando una nueva coproducción canadiense-española con los productores William D. MacGillivray y Terry Greenlaw.
En España La Filmoteca Española ha presentado en Madrid una retrospectiva de su obra. Su última película There Are No Outdoor Ice Rinks In Madrid (2011) es un ensayo experimental-documental estrenado en el Festival internacional de cine político de Ronda donde obtuvo mención especial del jurado, y se presentó posteriormente en festivales internacionales como DOXA Festival internacional de cine documental en Vancouver, el Festival de cine español en París, y el Festival Internacional de Cine Las Palmas de Gran Canaria.

## Filmografía
- Hate to Love (1982), premiada en el Chicago International Film Festival, Placa de plata. https://web.archive.org/web/20120329060518/http://www.chicagofilmfestival.com/history/movies/?festival=ciff_1982
- Swingspan (1986) premiada en el Northwest Film & Video Festival de Portland (Oregon), con el premio al mejor filme. https://web.archive.org/web/20160304030053/http://searcharchives.vancouver.ca/swingspan%3Brad
- The Traveller (1989), premiada en el Toronto International Film Festival. Producido por Raymond Massey. http://www.imdb.com/name/nm0557340/resume
- City of Dark (1998), premio del Figueira da Foz International Film Festival al filme más innovador. Producido por Greg Klymkiw.
- It's For You! / ¡Es para ti! (2004), premiada en el Lyon Festival of New Generation Cinema con el galardón al mejor filme y Gran Premio de la Biennale du cinema en Annecy.
- There Are No Outdoor Ice Rinks In Madrid (2011), premiada en el Festival internacional de cine político de Ronda.